# Aloe inermis
Aloe inermis é uma espécie de liliopsida do gênero Aloe, pertencente à família Asphodelaceae.